# Hanako
『Hanako』（ハナコ）は、マガジンハウスが出版する雑誌。
キャッチコピーは「キャリアとケッコンだけじゃ、いや。」。

## 概要
20代女性を主要読者とした情報系雑誌。創刊から2005年までは週刊誌。2006年1月26日号（867号）以降は隔週刊。さらに2018年9月より月刊化。
1988年6月2日創刊。創刊号の表紙はケン・ドーンのイラスト。タイトルロゴもケン・ドーン作。250円。発行人は木滑良久、初代編集長は椎根和。初期目標は35万部。首都圏の情報だけを集めた雑誌は数少なかった。創刊号の特集は「いい部屋はステイタス」。
マガジンハウスの本社が銀座に所在することもあって、Hanakoの特集では銀座をテーマにしたものが多くなっていた。
対象とする読者像は当時の首都圏の結婚平均年齢の27歳女性。年2回は海外旅行へ行き、ブランド物を思い切って買うけれども、お得情報にも敏感で貯蓄もする。女性誌では珍しい金融関係の広告がある。東京近郊の大学を出て、一流会社に勤めて3～5年以上、今すぐ会社を辞めても、海外で3カ月は暮らせる資金があり。キャリアと結婚だけではイヤ、というものであった。
創刊後から1989年にかけて雑誌が対象とする読者像が時代を象徴する女性像となり、「Hanako」は1989年の流行語大賞も受賞している。1990年3月にはHanakoの関西版として『Hanako・WEST』が発売。
1993年頃からのバブル景気崩壊から、Hanako族の終焉ともいわれたが、ナタ・デ・ココやアッシーくんを特集で取り上げ、ブームの先鞭をつけるなどの話題もあった。2000年代に入ってから長期的な紙媒体雑誌の低迷、ライフスタイルの多様化もあり発行部数は最盛期には及ばない。
2004年9月-2005年8月の平均発行部数は『Hanako』が8万5388部、『Hanako WEST』が6万2869部となっている。2007年12月発売号では森永卓郎と三浦展との「格差社会を生き延びる条件」を対談している。
なお、『Hanako WEST』は2009年12月発売の2010年2月号をもって休刊された。入れ替わるかたちで2011年以降季刊誌として『Hanako FOR MEN』が発売されている。
編集長は、杉江宣洋（2023年1月現在）。

## Hanako族
Hanakoの読者は取り上げられたお店に大挙して押し寄せたため、彼女らはHanako族と呼ばれるようになった。
また元Hanako族で結婚したり子供を生んでもHanako的な価値観を持ち続ける若い既婚女性はコマダムと呼ばれていた。
一方、Hanako世代の子供世代はバブルジュニアやハナコジュニア世代と呼ばれ、平成不況の中でも『エンジェルブルー』のようなポップな子供向けブランドが流行していった。
なお1991年夏には第一生命グループのライフデザイン研究所が都心3区の大企業に務める20〜35歳の独身OLを「Hanakoさん」と定義して彼女らへのアンケート調査を行っているが、これら独身OLにおいて自身を「いわゆるHanakoさん」であると認めている割合は 10.3% に留まっており、むしろ「Hanako より CREA の方が好き」と答えた割合の方が 26.3% と大きくなっていた。

## ブームに影響を与えたとされるもの
Hanakoは以下のブームに影響を与えたとされる:
- 平成のスイーツブーム（ティラミス、ナタデココ、クリームブリュレ）[11]
- 飲茶[11]

バブル崩壊前は財テクのブームもあり株テクや住テクの企画も行っていた。1988年には若いOL向けとして消費と蓄財の両方をテーマとした財テク本『HanakoのMONEY BOOK』（荻原博子）が登場し、1990年にはその続編『HanakoのMONEY BOOK ’90～’91』も登場している。
また初期からバブル崩壊後まで競馬の特集も行っていた。

## 連載漫画
- 『O.SHI.GO.TO』（しりあがり寿）
- 『ご近所探検隊』（江口寿史）
- 『Miss RUKI（るきさん）』（高野文子）
- 『ハナコ月記』（吉田秋生）

## 関連作品

### ドラマ
いずれも当雑誌とタイアップしたテレビドラマ。
- 『オイシーのが好き!』（1989年、TBS系） - 主演は松下由樹。
- 『恋は戦い!』（2003年、テレビ朝日系） - 主演は坂井真紀。

### 回顧録
- 椎根和『銀座Hanako物語―バブルを駆けた雑誌の2000日』 紀伊國屋書店 2014年 ISBN 978-4314011143 - Hanakoの初代編集長による。